# Pruden
Pruden Sánchez (Babilafuente, Salamanca; 1 de diciembre de 1916 - Madrid; 25 de febrero de 1998) fue un futbolista español y jugador histórico del Real Madrid Club de Fútbol, club al que debe sus mayores éxitos y reconocimientos deportivos. Como integrante y delantero centro del mismo anotó siete hat-trick para un total de 87 goles, a uno del máximo goleador histórico del club en la época, el irundarra Luis Regueiro con 88. Además, fue máximo goleador del campeonato de liga en la temporada 1940-41, con el Athletic-Aviación Club, en el que fue artífice del segundo título de liga de la entidad, ese mismo año.

## Trayectoria
Pruden inició su carrera en la Unión Deportiva Salamanca. La temporada 1940-41 arribó al Athletic-Aviación Club donde solo permaneció ese año pese a ser el máximo anotador del campeonato de liga, que permitió a su equipo ser el campeón. En ella, la temporada de su debut en la máxima categoría, anotó 33 goles en 22 partidos disputados, una cifra nunca alcanzada hasta entonces por ningún otro futbolista, superando en dos tantos el registro anterior de Isidro Lángara. Su salida del club del ejército se produjo tras no llegar a un acuerdo con los directivos para su renovación y regresó a la U. D. Salamanca, entonces en Segunda División, para compaginar el fútbol con sus estudios de medicina.
En 1943 fichó por el Real Madrid Club de Fútbol, donde jugó hasta 1948. En su última temporada y partido con el conjunto merengue, salvó del descenso a su equipo con un doblete en la última jornada ante el Real Oviedo. En su etapa madridista ganó dos Campeonatos de España-Copas del Generalísimo. Entre los partidos históricos con la camiseta blanca están los tres goles que le marcó el 13 de junio de 1943 al Club de Fútbol Barcelona, en un partido que terminó 11-1, la mayor goleada encajada por los catalanes ante los madridistas.
Tras su salida del club de la capital jugó un año en Tercera División con el Real Zaragoza y terminó su carrera en 1950 en la Agrupación Deportiva Plus Ultra, que años después pasó a ser el filial del Real Madrid de manera oficial, si bien cumplía dichas funciones ya en la época.
Tras retirarse de los terrenos de juego, pasó a formar parte de los servicios médicos del club madridista. El 18 de mayo de 1958, en un partido entre el Real Madrid y la Unión Deportiva Salamanca correspondiente a los octavos de final de la Copa del Rey, se le rindió homenaje entregándole la insignia del Club por parte de su excompañero Dámaso Sánchez de Vega.

## Clubes
| Club                   | País   | Año     |
| ---------------------- | ------ | ------- |
| U. D. Salamanca        | España | 1934-40 |
| Athletic-Aviación Club | España | 1940-41 |
| U. D. Salamanca        | España | 1941-43 |
| Real Madrid C. F.      | España | 1943-48 |
| Real Zaragoza          | España | 1948-49 |
| A. D. Plus Ultra       | España | 1949-50 |

## Palmarés
| Título                     | Club                   | Temporada |
| -------------------------- | ---------------------- | --------- |
| Primera División de España | Athletic-Aviación Club | 1940-41   |
| Copa del Rey               | Real Madrid C. F.      | 1945-46   |
| Copa del Rey               | Real Madrid C. F.      | 1946-47   |
| Copa Eva Duarte            | Real Madrid C. F.      | 1946-47   |

### Distinciones individuales
| Distinción      | Año     |
| --------------- | ------- |
| Trofeo Pichichi | 1940-41 |